# Station Thuin
Station Thuin is een spoorwegstation langs spoorlijn 130A (Charleroi - Erquelinnes) in de stad Thuin. Het droeg voorheen de naam Thuin-Nord (Thuin-Noord), plaatselijk in de wandeling ook als de Gare du Nord bekend. Dit station kent twee verschillende telegrafische codes (NTH en FTU). Op spoorlijn 109 was er nog een station Thuin-Ouest (Thuin-West) met de code LTO, dat samen met de lijn in 1964 buiten dienst werd gesteld.
Bij het begin van de 21e eeuw verkeerde het stationsgebouw in slechte staat en was de perronoverkapping verwijderd. Op 1 juli 2006 werden de loketten gesloten en werd Thuin gedegradeerd tot een onbemande halteplaats. De gemeente nam het stationsgebouw over van de NMBS, liet het in 2011 restaureren en bracht er de gemeentelijke arbeidsdienst (Maison de l'Emploi) in onder.

## Galerij

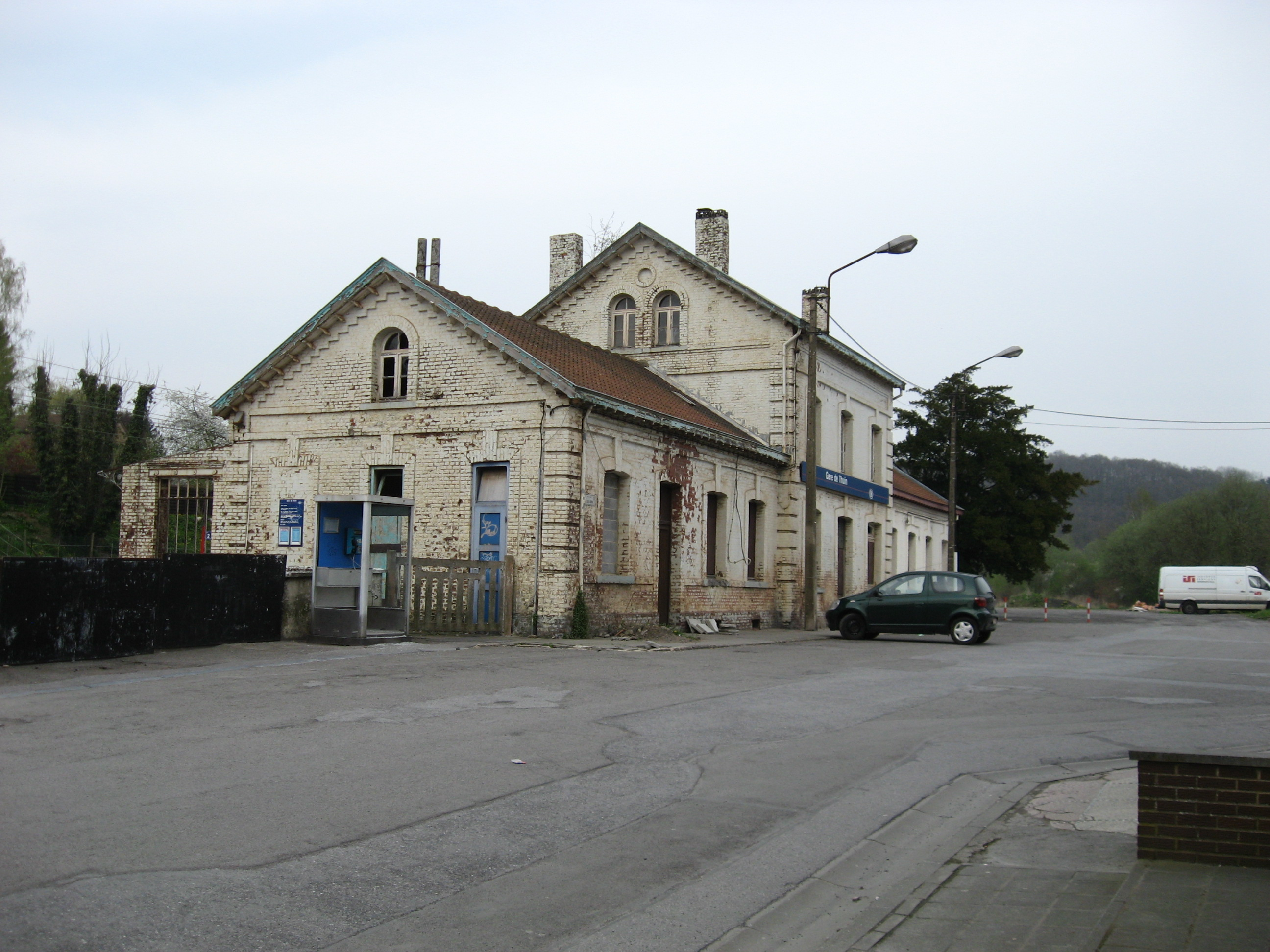
Het vervallen stationsgebouw in 2009
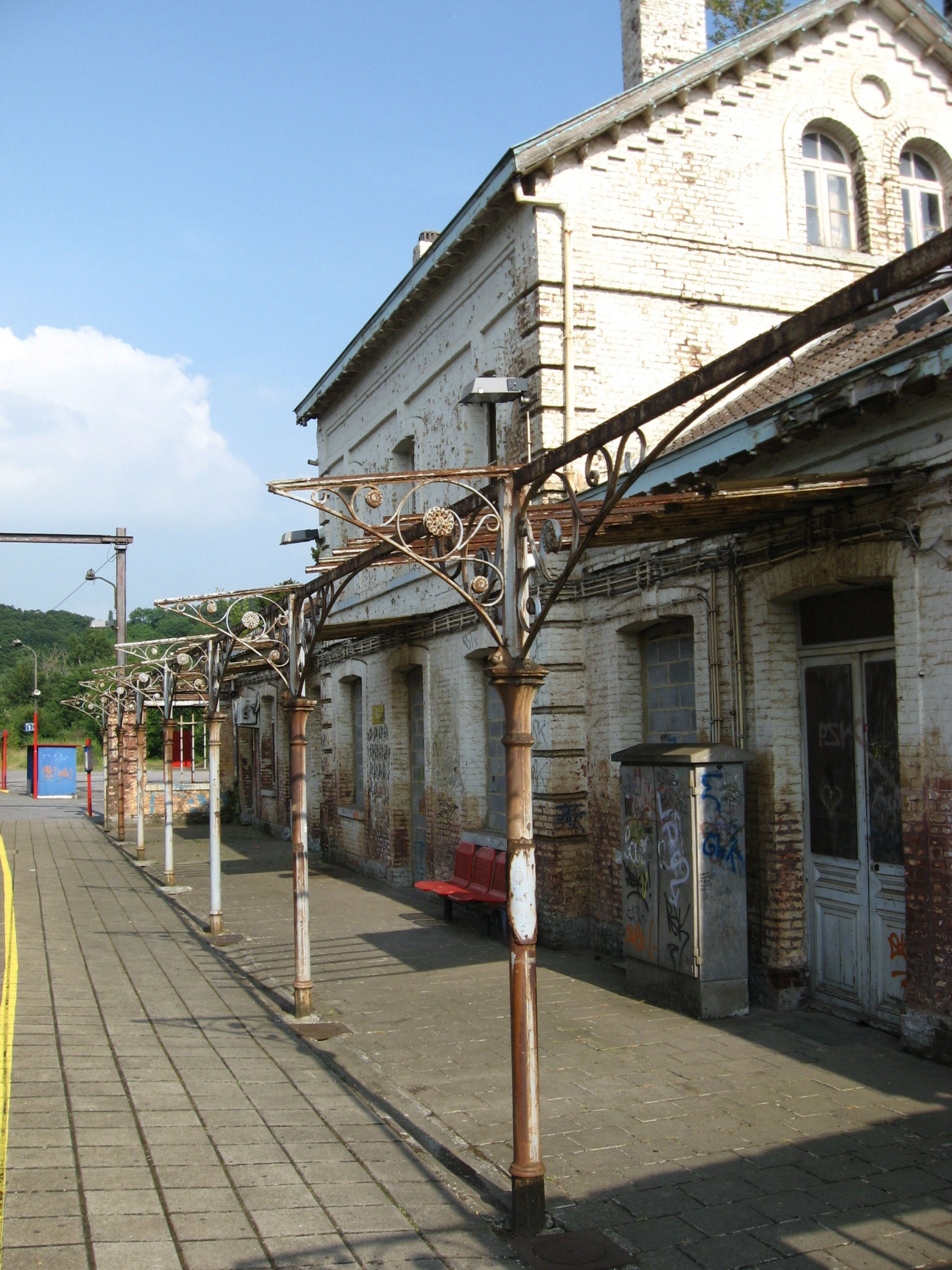
Stationsgebouw met verwijderde overkapping (2009)
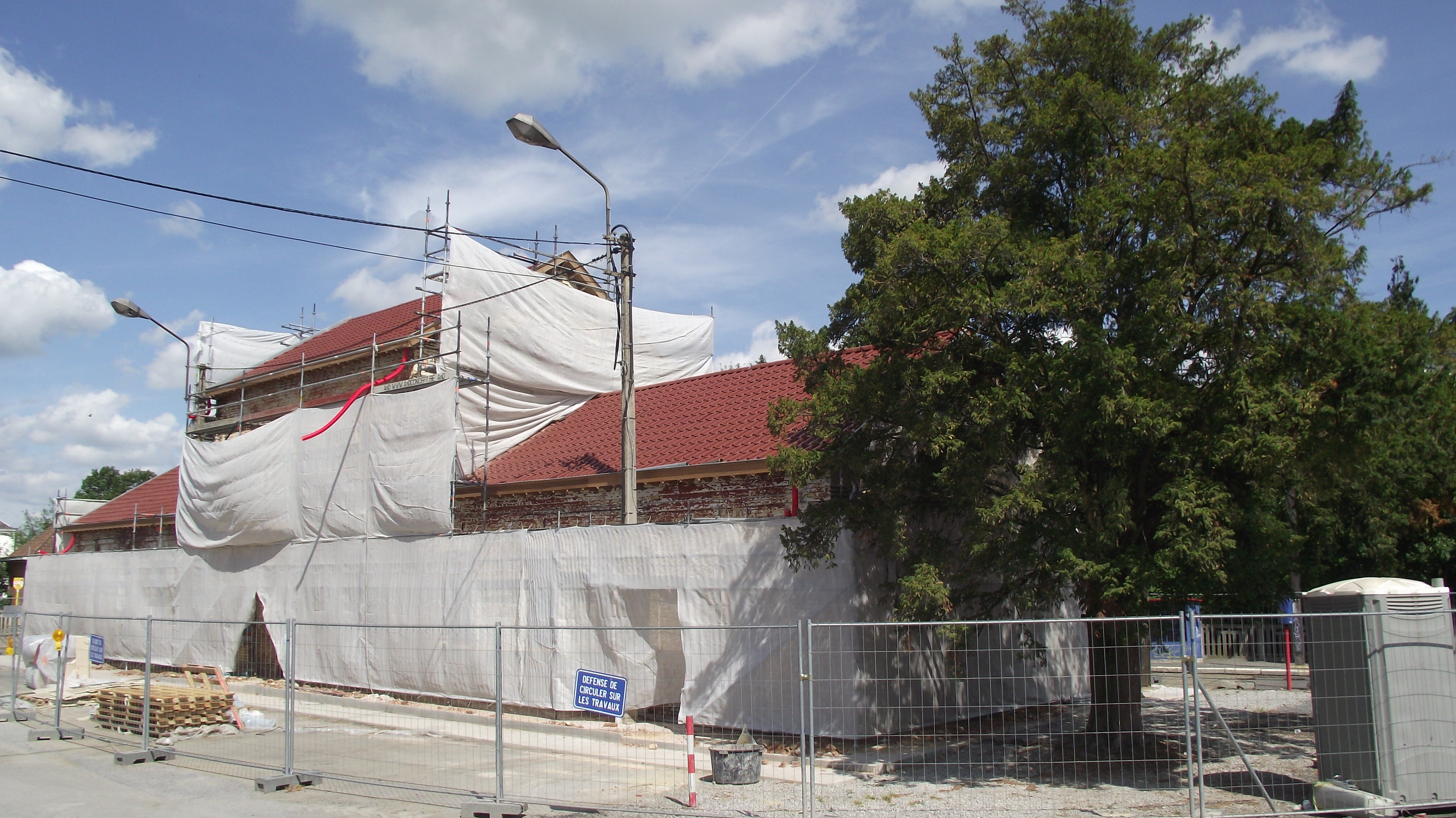
In 2011 wordt het stationsgebouw in opdracht van de gemeente gerestaureerd
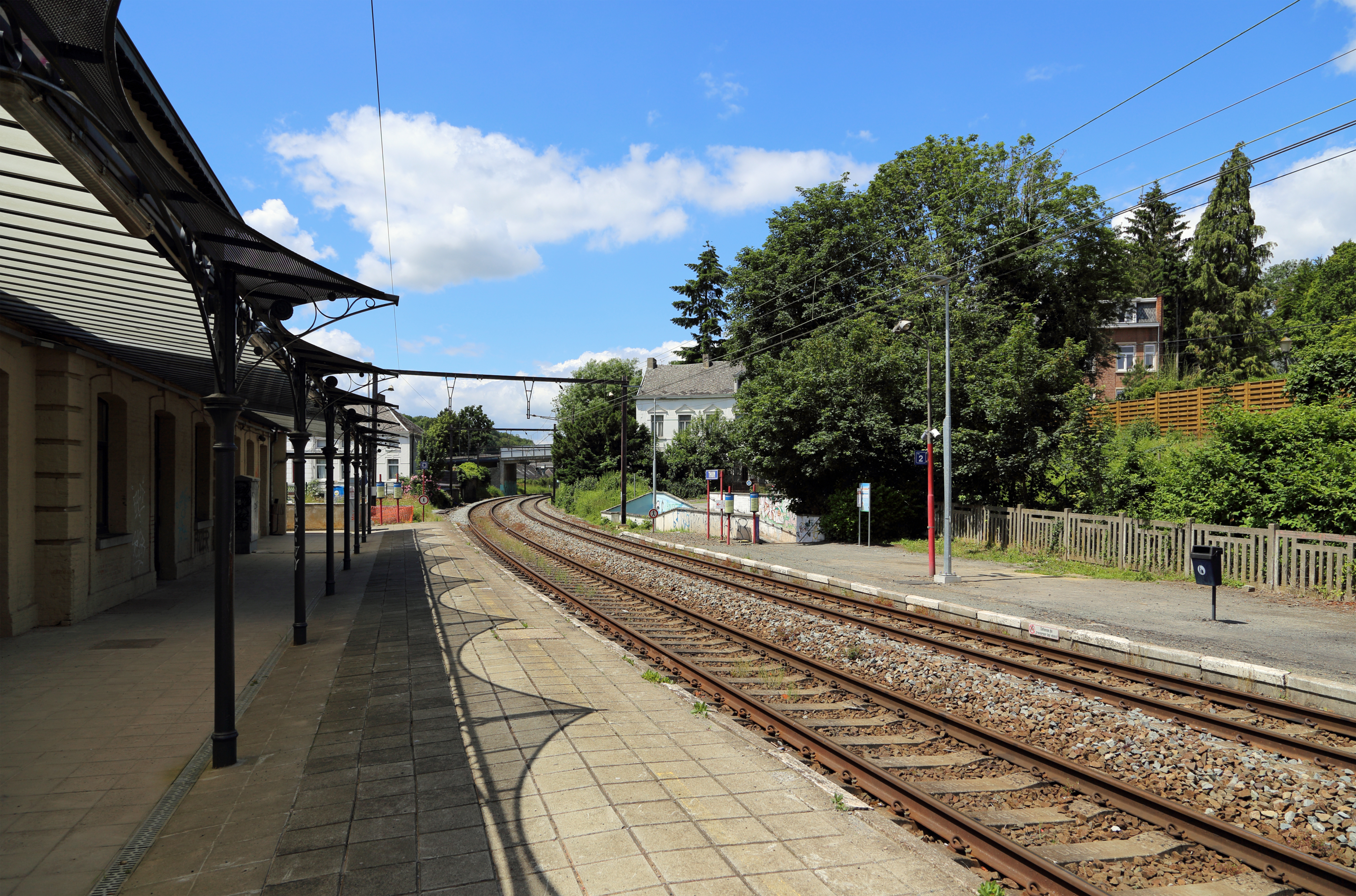
De sporen en de perrons in 2019, met vernieuwde perronoverkapping

## Treindienst
| Serie | Treinsoort               | Route                                               | Bijzonderheden                                                                            |
| ----- | ------------------------ | --------------------------------------------------- | ----------------------------------------------------------------------------------------- |
| S 63  | S-trein Charleroi (NMBS) | Charleroi-Centraal – Thuin – Erquelinnes – Maubeuge | Tijdens de spits extra ritten Charleroi-Centraal-Erquelinnes. Rijdt in het weekend 1×/2u. |

## Reizigerstellingen
De grafiek en tabel geven het gemiddeld aantal instappende reizigers weer op een week-, zater- en zondag.
| Tabel: aantal instappende reizigers station Thuin | Tabel: aantal instappende reizigers station Thuin | Tabel: aantal instappende reizigers station Thuin | Tabel: aantal instappende reizigers station Thuin |
|                                                   | Weekdag                                           | Zaterdag                                          | Zondag                                            |
| ------------------------------------------------- | ------------------------------------------------- | ------------------------------------------------- | ------------------------------------------------- |
| 1977                                              | 732                                               | 185                                               | 125                                               |
| 1978                                              | 664                                               | 192                                               | 131                                               |
| 1979                                              | 673                                               | 159                                               | 101                                               |
| 1980                                              | 629                                               | 167                                               | 98                                                |
| 1981                                              | 667                                               | 182                                               | 109                                               |
| 1982                                              | 589                                               | 190                                               | 80                                                |
| 1983                                              | 553                                               | 152                                               | 64                                                |
| 1984                                              | 514                                               | 152                                               | 95                                                |
| 1985                                              | 533                                               | 100                                               | 131                                               |
| 1986                                              | 388                                               | 94                                                | 99                                                |
| 1987                                              | 434                                               | 124                                               | 75                                                |
| 1988                                              | 427                                               | 113                                               | 260                                               |
| 1989                                              | 598                                               | 120                                               | 173                                               |
| 1990                                              | 394                                               | 122                                               | 83                                                |
| 1991                                              | 418                                               | 116                                               | 98                                                |
| 1992                                              | 410                                               | 106                                               | 102                                               |
| 1993                                              | 447                                               | 91                                                | 93                                                |
| 1994                                              | 41                                                | 72                                                | 50                                                |
| 1995                                              | 371                                               | 74                                                | 62                                                |
| 1996                                              | 379                                               | 62                                                | -                                                 |
| 1997                                              | 510                                               | 84                                                | -                                                 |
| 1998                                              | 375                                               | 85                                                | 86                                                |
| 1999                                              | 291                                               | 70                                                | 74                                                |
| 2000                                              | 324                                               | 81                                                | 72                                                |
| 2001                                              | 291                                               | 82                                                | 84                                                |
| 2002                                              | 323                                               | 74                                                | 68                                                |
| 2003                                              | 295                                               | 80                                                | 74                                                |
| 2004                                              | 331                                               | 84                                                | 54                                                |
| 2005                                              | 318                                               | 89                                                | 59                                                |
| 2006                                              | 316                                               | 72                                                | 63                                                |
| 2007                                              | 280                                               | 40                                                | 54                                                |
| 2008                                              | -                                                 | -                                                 | -                                                 |
| 2009                                              | 326                                               | 72                                                | 82                                                |
| 2010                                              | -                                                 | -                                                 | -                                                 |
| 2011                                              | -                                                 | -                                                 | -                                                 |
| 2012                                              | 276                                               | 69                                                | 69                                                |
| 2013                                              | 289                                               | 57                                                | 75                                                |
| 2014                                              | 290                                               | 67                                                | 108                                               |
| 2015                                              | 232                                               | 56                                                | 89                                                |
| 2016                                              | 259                                               | 83                                                | 60                                                |
| 2017                                              | 237                                               | 79                                                | 87                                                |
| 2018                                              | 228                                               | 47                                                | 65                                                |
| 2019                                              | 259                                               | 61                                                | 54                                                |
| 2020                                              | 211                                               | 77                                                | 41                                                |
| 2021                                              | -                                                 | -                                                 | -                                                 |
| 2022                                              | 211                                               | 102                                               | 90                                                |
| 2023                                              | 271                                               | 76                                                | 77                                                |
| 2024                                              | 252                                               | 25                                                | 34                                                |

0,0: Charleroi-Centraal ·
1,0: Marcinelle ·
1,8: La Villette ·
2,5: La Sambre ·
4,1: Marchienne-Zône ·
4,5: Jambe-de-Bois ·
8,0: Landelies ·
11,6: Hourpes ·
14,9: Thuin ·
16,9: Lobbes ·
21,8: Fontaine-Valmont ·
23,7: Labuissière ·
25,7: Solre-sur-Sambre ·
27,6: Erquelinnes-Dorp ·
29,1: Erquelinnes